# Kopileft
Kopileft (engl. copyleft) je neprevodiva igra reči koja označava praksu da se koristi zakon o autorskom pravu da bi se uklonila ograničenja kopiranja i dalje distribucije dela drugih osoba, kao i da se iste slobode sačuvaju i u izvedenim (modifikovanim) verzijama.
Ideja kopilefta nije bliska samo levičarima, već i mnogim naučnicima koji veruju da je preduslov za napredak dostupnost rezultata prethodnih istraživanja. Pre početka kopileftovanja, program koji bi jedan čovekoljubivi autor predao u javno vlasništvo ubrzo bi bivao pretvoren u privatno vlasništvo korporacija ili pojedinaca koji su ga samo malo prepravili ili doradili i zatim zaštitili. Suština kopilefta je da se njime može obezbediti da sve izmenjene i dopunjene verzije kopileftovanog softvera ili nekog drugog dela ostaju slobodne i kopileftovane. Autorsko delo koje je kopileftom “oslobođeno” zaštite ne može se više zarobiti čak ni od strane najmoćnijih korporacija.

## Kopileft i GNU licenca
Danas postoji nekoliko kopileft opcija pomoću kojih autor može tačno definisati stepen zaštićenosti svog dostignuća. Najpoznatija je GNU licenca koju je formulisao Ričard Stalman, začetnik ideje kopilefta i bivši istraživač u Laboratoriji za veštačku inteligenciju MIT univerziteta. Stalman, koji je 1984. godine pokrenuo Zadužbinu za slobodni softver, pokušava da razbije monopol firmi kao što je Microsoft računajući na solidarnost među članovima programerske zajednice. Stalman veruje da su mnogim programerima prijateljstvo i napredak važniji od bogaćenja i da njihova udružena kreativna energija može ugroziti destruktivni monopol softverskih giganata. Da bi obezbedio da niko ne prisvoji rezultate rada njegovih istomišljenika, Stalman je objavio nekoliko GNU licenci od kojih je najpopularnija Opšta javna licenca.
GNU licence garantuju slobodu deljenja i izmene softvera. Slobodni softver ne znači da on mora biti besplatan. Ali za razliku od velikih softverskih firmi koje vam prodaju program pažljivo skrivajući njegov izvorni kod, autori programa zaštićenog Opštom javnom licencom se obavezuju da će vam uz svoj proizvod, ako ga uopšte naplaćuju, dati sve podatke i kodove koje sami poseduju. Dostupnost izvornog koda, koji giganti kao što je Microsoft kriju kao najveću poslovnu tajnu, je preduslov da softver bude dobar i pristupačan. Samo je softver čiji je kod “oslobođen” kopirajta moguće relativno lako i jeftino modifikovati i prilagoditi potrebama korisnika.
Najveće dostignuće u borbi protiv kopirajta do sada predstavlja Linux, alternativa Bil Gejtsovom Windows-u, koji je začeo Linus Torvalds i koji već koristi više od dvadeset miliona ljudi. Ovaj operativni sistem nudi mnogo više mogućnosti jer uz instalaciju Linuxa po pravilu ide i paket besplatnih programa za obradu teksta, slika, zvuka, video montažu, dizajn, web dizajn i mnogo drugih korisnih progama. U svetu postoji mnogo verzija Linuxa, jer praktično svako ko se bavi programiranjem može napraviti svoju. Najpoznatije su: Redhat, Suse, Knopix, Rastasoft...
Sve je popularniji i Freenet, internet unutar interneta sa oko dva miliona korisnika. Ovaj kopileftovan program studenta Univerziteta u Edinburgu je tako decentralizovan da onemogućava bilo koju formu cenzure i špijuniranje korisnika čini izuzetno komplikovanim. Freenet se zato često koristi u Kini i Saudijskoj Arabiji za distribuciju zabranjenog i cenzurisanog materijala.
GNU licence su zahvaljujući grupi entuzijasta iz Srpskog računarskog društva “Uliks” prevedene i na srpski jezik, mada nezvanična verzija prevoda koju ćete naći na mreži još uvek nije usklađena sa našim zakonodavstvom. U zapadnim zemljama, gde je piraterija davno svedena na najmanju moguću meru, glavno uporište borbe za dostupniju zabavu, umetnost ili softver je u kopileftu.

## Kopileft i Creative Commons
Ali, najveću nadu kopilefta koji je već prerastao okvire marginalne internet kontrakulture predstavlja neprofitna organizacija “Kreativno dobro” (Creative Commons ili CC), koju je osnovao Lorens Lesig, profesor prava na Stenfordskom univerzitetu. Lesig je uočio da postoji veliki jaz između sve razuđenije i slobodnije kulture u eri interneta i krutih pravnih normi. On je zamislio CC kao most između ova dva sveta. Lesigove fleksibilne i besplatne CC licence su za muziku, dizajn, knjige ili filmove ono što je GNU za softver. Lesig i saradnici već pripremaju licence prilagođene zakonodavstvu u više od šezdeset zemalja.

## Dileme oko autorskih prava
Priča o autorskim pravima postaje mnogo komplikovanija ako sa softvera pređemo na dizajn, muziku ili filmove. Kopileft je smislen samo kada se radi o znanju ili stvarima koje se mogu kopirati ili reprodukovati. Ako bi u potpunosti kopileftovali neko ulje na platnu ili kamenu skulpturu, svako bi imao pravo da “doradi”, pa time i ozbiljno ošteti takvo delo. CC licenca zato omogućava autorima umetničkih dela da neke aspekte svoga rada praktično ostave nekopileftovanim.
Za ideologe kopilefta ključno je pitanje kolektivne prirode intelektualnog stvaralaštva. Veliki broj autora tvrdi da jedan izum nikada nije proizvod samo jednog tvorca, makar on bio i genijalan. Dejvid Beri i Džajls Mos tvrde da je koncept vlasništva nad idejama “poguban po kreativnost” i da su zahvaljujući zakonima o intelektualnoj svojini ideje postale roba koju su bogate korporacije prisvojile i sakrile.
Mada je moguće zarađivati na kopileftovanim proizvodima, to je prilično teško i profiti su mnogo manji. Kopileft ipak može poslužiti i kao odlično marketinško sredstvo. Neki umetnici su kopileftovali svoje radove ili muziku ne bi li pospešili prodaju ranijih kopirajtovanih izdanja. Beasty Boys, David Byrne i Gilberti Gil objavili su neka od svojih izdanja koristeći CC licencu.
Bil Gejts zagovornike kopilefta naziva “nekom vrstom savremenih komunista”, na osnovu čega su oni sebe ironično prozvali “Kreativne komunjare” (Creative Commies). Kopileft aktivisti tvrde da kopirajt najveću štetu nanosi zemljama trećeg sveta kojima su nedostupni zaštićeni i skupi lekovi, naučni časopisi ili genetički modifikovano semenje poljoprivrednih kultura. Intelektualna svojina je, prema njima, samo nov način da bogati Zapad nastavi eksploatacije bivših kolonija i ostalih zemalja trećeg sveta. Kopileftovci tvrde da Bila Gejtsa posebno uznemiravaju odluke vlada u Aziji i Latinskoj Americi da državnu administraciju opreme kopileftovanim softverom.

## Spoljašnje veze
- Tekst sa Anarhopedije
- Stalmanov tekst: What is copyleft?
- Linus Torvalds o Linuxovim potencijalima
- Copyleft databases
- Eye Magazine - tekst o Kopileftu i Kopirajtu Архивирано на веб-сајту  (7. јануар 2007)